# Tête des Filasses
Tête des Filasses är en bergstopp i Schweiz. Den ligger i distriktet Aigle och kantonen Vaud, i den sydvästra delen av landet, 80 km söder om huvudstaden Bern. Toppen på Tête des Filasses är 2 157 meter över havet.